# Sesamodon

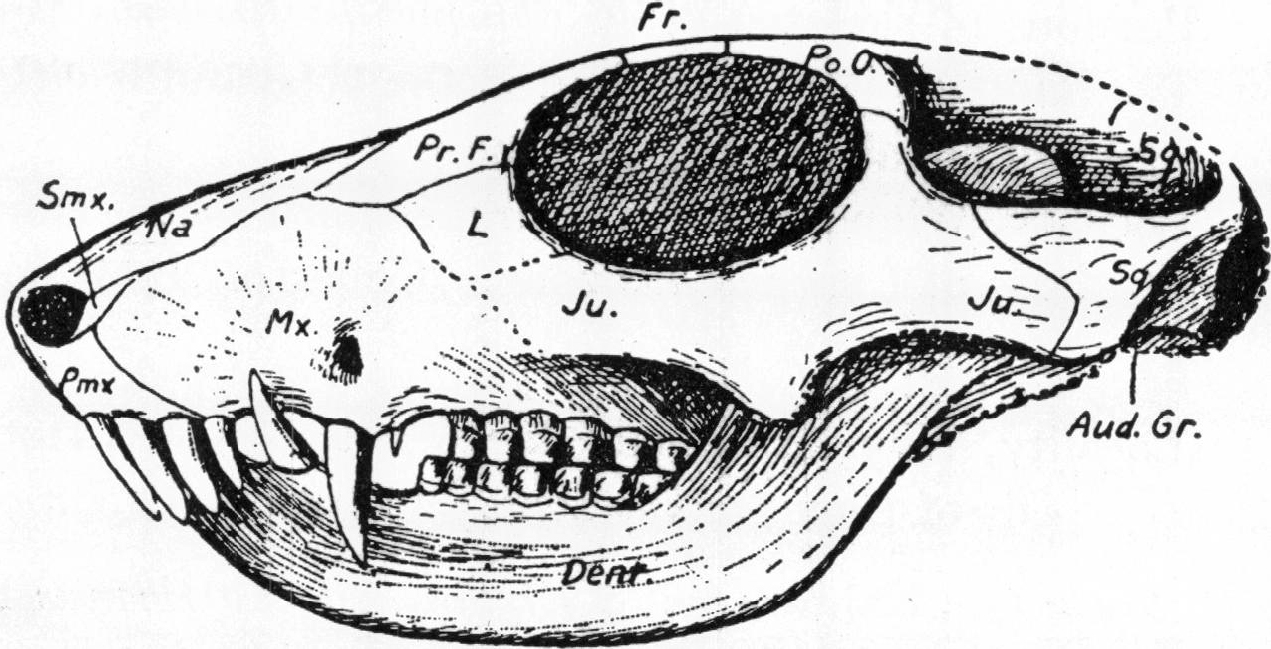
Sesamodon browni reconstrucción cráneo, espécimen 5517

Sesamodon es un género extinto de terápsidos. 